# Fyffe, Alabama
Fyffe là một thị trấn thuộc quận DeKalb, tiểu bang Alabama, Hoa Kỳ. Dân số năm 2009 là 1060 người, mật độ đạt 93 người/km².